# بريتاني لانج
بريتاني لانج (بالإنجليزية: Brittany Lange)‏ هي مدربة كرة سلة أمريكية، ولدت في 31 ديسمبر 1986 في ساك سيتي في الولايات المتحدة.